# Margites sodalis
Margites sodalis är en skalbaggsart som beskrevs av Holzschuh 1999. Margites sodalis ingår i släktet Margites och familjen långhorningar. Inga underarter finns listade i Catalogue of Life.